# Dactylispa maculithorax
Dactylispa maculithorax is een keversoort uit de familie bladkevers (Chrysomelidae). De wetenschappelijke naam van de soort werd in 1908 gepubliceerd door Raffaello Gestro.